# Richard Masters
Richard Masters est un artiste américain et un professeur émérite à l'université du Wisconsin, à Oshkosh. Il est surtout connu pour sa contribution au programme Artistic Infusion (AIP) de la Monnaie des États-Unis, dont il est un membre inaugural depuis 2004 et le seul membre fondateur encore en activité. Au cours de sa carrière avec la Monnaie, Richard Masters a été crédité de 37 designs de pièces et médailles, et a remporté un prix Coin of the year (en) (COTY) en 2009.

## Biographie et carrière académique
Richard Masters a servi en tant que professeur d'art à l'université du Wisconsin à Oshkosh pendant 19 ans, prenant sa retraite en 2015. Durant son mandat, il a enseigné des cours de design de premier cycle, a contribué à la restructuration et à la modernisation du programme de design, et a mis en place un programme de stages pour étudiants. Il a également été le récipiendaire de sept bourses de recherche professorales et a été sélectionné pour le prix SNC Professor of International Relations Endowed Professorship Award.
Avant sa retraite, Masters a exposé ses œuvres depuis 1999 dans des expositions individuelles, des expositions sur invitation et plus de cinquante expositions nationales et internationales avec jury. Son travail a été reconnu par la critique, remportant huit prix Best of Show ou équivalents. Il a obtenu un Master of Fine Arts en 1990 après avoir étudié le design et le dessin à l'école d'art et d'histoire de l'art de l'université de l'Iowa. Son intérêt pour l'art et sa passion d'enfance pour la collection de pièces ont finalement fusionné dans son travail pour la Monnaie des États-Unis,.

## Programme Artistic Infusion
Le programme Artistic Infusion (AIP) a été créé fin 2003 par le Département du Trésor et la Monnaie. Ce programme engage des artistes américains professionnels et talentueux de divers horizons pour collaborer avec les artistes médailleurs de la Monnaie et créer de nouveaux designs pour les pièces et médailles des États-Unis. Richard Masters y est entré dès la création du programme en 2004 et est le seul membre inaugural à continuer d'exercer cette fonction,.

## Conceptions notables
Richard Masters a conçu un nombre significatif de pièces et médailles pour la Monnaie des États-Unis, souvent en collaboration avec des sculpteurs médailleurs de la Monnaie.
- pièce de 1 cent du bicentaire d'Abraham Lincoln (2009)[4] ;
- revers du dollar Sacagawea (2011)[5] ;
- dollar présidentiel Ronald Reagan (2016) : Masters a conçu l'avers de cette pièce, qui présente un portrait de Ronald Reagan. Il a été invité à participer à la cérémonie de dévoilement des designs le 6 février 2016, à la bibliothèque présidentielle Ronald-Reagan[3],[6] ;
- quart de dollar America the beautiful Effigy Mounds (2017) : Il a conçu le revers de cette pièce, représentant une vue aérienne des monticules du Marching Bear Mound Group[2]. La conception a été sculptée par Renata Gordon[7]. Masters a assisté à la cérémonie de lancement officielle à Waukon, en Iowa, le 7 février 2017[3],[8] ;
- pièce d'or à haut relief et médaille d'argent American Liberty (2019) : Masters est le concepteur de l'avers. Son design présente un portrait stylisé de la Liberté avec des cheveux flottants et une coiffe ornée de 13 rayons de lumière, symbolisant l'esprit libre et créatif du peuple américain. Le sculpteur était Joseph F. Menna[9],[10] ;
- quart de dollar America the beautiful Parc national des Samoa américaines (2020) : Il a conçu le revers de cette pièce, qui représente une mère chauve-souris frugivore des Samoa pendue à un arbre avec son petit, dans le but de sensibiliser à l'état menacé de l'espèce. La sculpture a été réalisée par Phebe Hemphill. Masters a assisté au lancement de cette pièce le 13 février 2020, à Utulei Beach Park, dams les Samoa américaines[3],[11] ;
- quart de dollar America the beautiful parc national Salt River Bay (en) (2020) : Masters a conçu le revers de cette pièce. Le design illustre un palétuvier rouge à un stade précoce de son cycle de vie, pour attirer l'attention sur les forêts de mangroves menacées et leur     reproduction unique en eau salée. Joseph F. Menna a sculpté ce design[11] ;
- dollar de l'innovation américaine Connecticut (2020) : Il est le concepteur du revers de cette pièce, qui met en lumière l'échelle de Gerber (en), une invention cruciale du XXe siècle. Renata Gordon a sculpté ce design[12] ;
- pièce d'or à haut relief American Liberty (2021) : Masters a conçu le revers de cette pièce, qui présente une image rapprochée et détaillée d'une tête d'aigle américain. Phebe Hemphill est la sculptrice de ce design[9]. Les designs des pièces d'or American Liberty sont généralement aussi utilisés pour des médailles d'argent sans inscriptions monétaires[13],[14] ;

## Prix et Distinctions
En 2009, il a reçu le prix de la pièce de l'année (en) pour son design de l'avers du dollar de la déségrégation de la Little Rock Central High School.

## Philosophie artistique
Richard Masters intègre son intérêt pour l'art et sa passion de collectionneur de pièces dans ses créations. Ses designs sont souvent décrits comme dynamiques, modernes et visuellement percutants, cherchant à capturer un sentiment de vie et de contemporanéité pour l'Amérique d'aujourd'hui.
Pour la série American Liberty, il s'efforce de proposer des interprétations contemporaines du concept de la liberté. Par exemple, son design de 2021, un mustang qui rue, est une représentation de la détermination et de la puissance de la passion pour la liberté américaine, faisant écho à la Révolution américaine.
Ses contributions aux quarts de dollar America the Beautiful ont également des objectifs de sensibilisation, comme le design de la chauve-souris frugivore des Samoa qui vise à promouvoir la conservation de l'espèce menacée, ou le palétuvier rouge qui attire l'attention sur les forêts de mangroves en danger. Pour la pièce commémorative de l'American Legion, il a fusionné les piliers d'americanisme et enfants et jeunesse de l'organisation pour créer un design qui met en avant la transmission des valeurs patriotiques aux jeunes générations.

## Vie personnelle
Richard Masters est originaire de l'Iowa. Il vit actuellement à New York avec son conjoint, où ils poursuivent tous deux des carrières indépendantes dans les beaux-arts et les arts de la scène.